# واژن و فرج در هنر

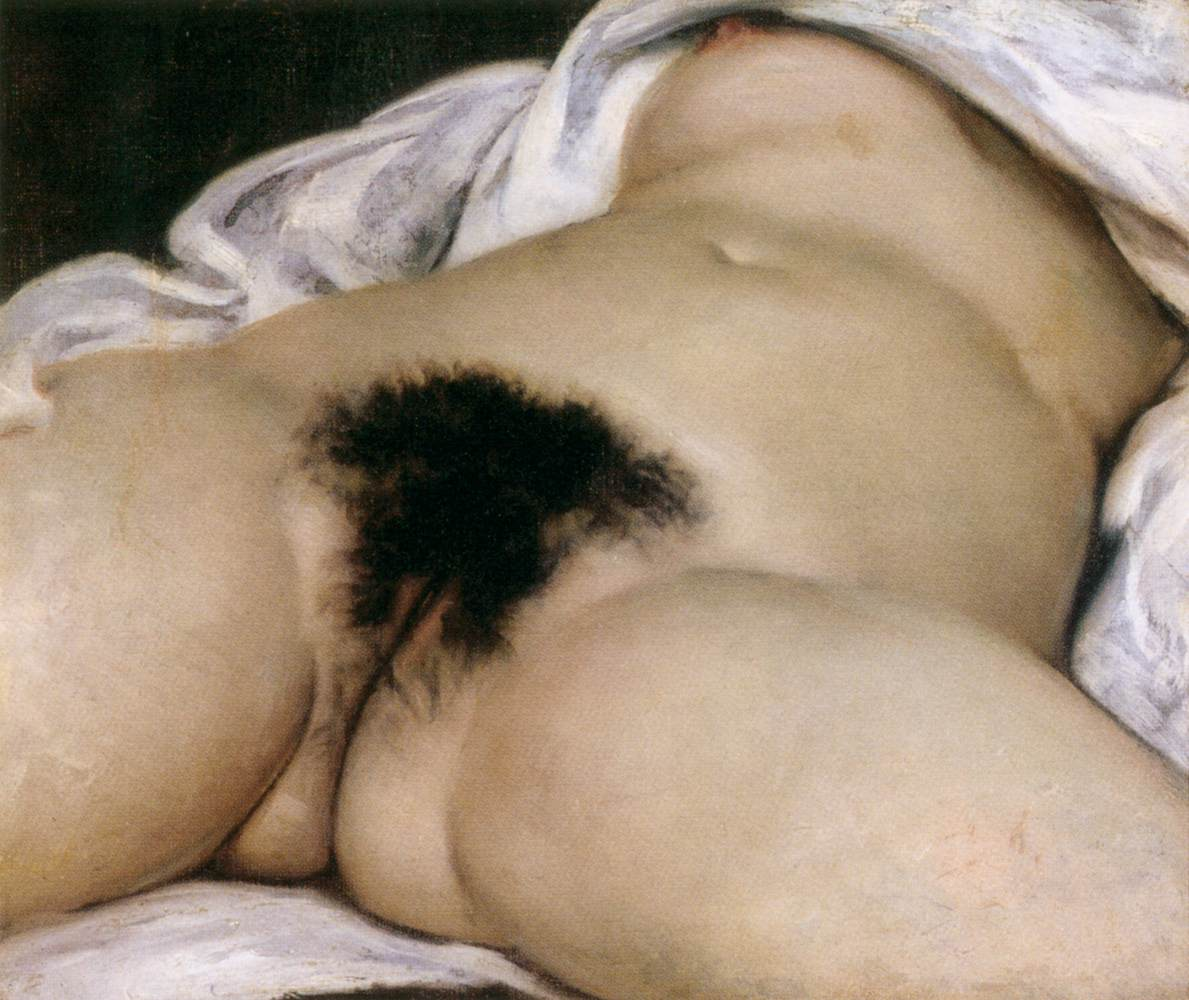
سرمنشأ جهان اثری از گوستاو کوربه نقاش فرانسوی، ۱۸۶۶

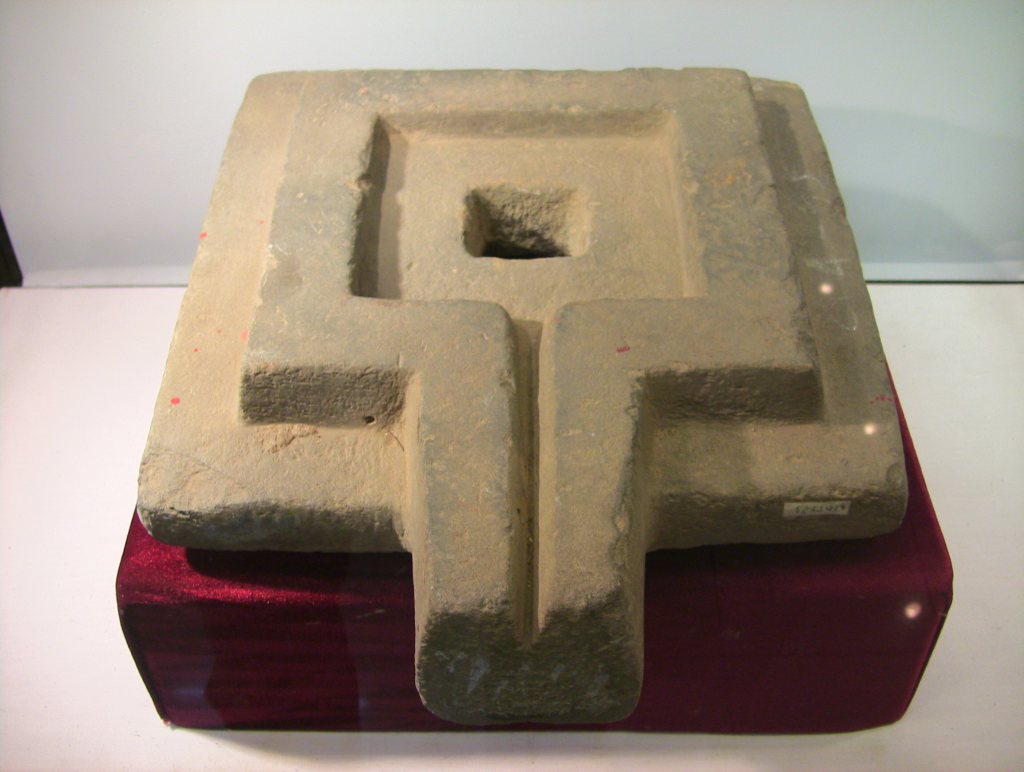
واژن نمادی قدرتمند به عنوان یونی در اندیشه هندو است. تصویر یک یونی سنگی است که در محراب Cát Tiên، لام دونگ، ویتنام یافت شده‌است.

واژن و فرج در آثاری مربوط به هنر پیشاتاریخ به بعد ترسیم شده‌است. ترسیم اندام تناسلی زنان انواع هنرهای تجسمی شامل نقاشی و مجسمه‌سازی را در بر می‌گیرند. از ۳۵۰۰۰ سال پیش، انسان در جوامع مختلف تندیسک‌های ونوس را می‌ساختند که شکم، باسن، سینه، ران و فرج را نمایان می‌کرد.
در سال ۱۸۶۶، گوستاو کوربه تصویری از یک زن برهنه با پاهای باز با عنوان «سرمنشأ جهان» ترسیم کرد. وقتی این مطلب ۱۵۰ سال بعد در فیس بوک پست شد، جنجال ایجاد کرد. هنرمندان معاصر همچنان می‌توانند برای به تصویر کشیدن اندام تناسلی زنان با واکنش‌های منفی روبرو شوند. مگومی ایگاراشی به دلیل توزیع یک فایل دیجیتالی سه بعدی از فرج خود دستگیر شد. آثاری که از زمان ظهور موج دوم فمینیسم در حدود سال ۱۹۶۵ خلق شده‌اند، از آثار بزرگ نیکی دو سان فال و جین تینگوئلی تا آثار هنری نساجی دستی کوچک را شامل می‌شود. گاهی اینها به صراحت آثار هنری فمینیستی هستند. جودی شیکاگو میهمانی شام را برای تجلیل از ۳۹ زن اسطوره در تاریخ ایجاد کرد که بسیاری از آنها در گمنامی فرورفته بودند. هنرمندان دیگر منکر این هستند که آثارشان به اندام تناسلی زنانه اشاره دارد، اگرچه منتقدان آنها را چنین می‌دانند. نقاشی‌های گل جورجیا اوکیف نمونه ای از این موارد است.
در سال ۲۰۲۱، متخصصان پزشکی دریافته اند که دانش در مورد دستگاه تولیدمثل در زنان، هم در بین مردان و هم در زنان ضعیف است. برخی از آثار مدرن مانند فمالیا، 101 Vagina و Great Wall of Vagina با ارائه تصاویری قابل دسترس از تنوع طبیعی طیف وسیعی از فرج‌ها به دنبال مبارزه با این ناآگاهی هستند. اشکال دیگر بیان خلاق فراتر از هنرهای تجسمی، بحث جنسیت زنانه را به جریان اصلی تبدیل کرده‌است. ایو انسلر، نمایشنامه‌نویس ، مونولوگ‌های واژن، یک اثر محبوب صحنه‌ای دربارهٔ بسیاری از جنبه‌های تمایلات جنسی زنان است.

## جنبه‌های فرهنگی
تصورات گوناگونی از واژن در طول تاریخ وجود داشته‌است. از جمله این باور که واژن مرکز میل جنسی است و استعاره ای از زندگی از طریق تولد است. در فرهنگ‌های گوناگون واژن با نام‌های زیادی شناخته شده‌است. برخی فرهنگ‌ها، فرج را چیزی شرم آور می‌دانند که باید پنهان شود. به عنوان مثال، اصطلاح پودندوم (pudendum)، اصطلاح لاتینی در زبان انگلیسی پزشکی برای دستگاه تناسلی خارجی استفاده می‌شود، که به معنای واقعی کلمه به معنای «چیز شرم‌آور» است.
دیدگاه‌های مثبت مربوط به واژن از آن برای نشان دادن تمایلات جنسی، معنویت یا زندگی زنانه استفاده می‌کند. به عنوان مثال به عنوان نماد قدرتمند زنانگی، گشودگی، پذیرش و پذیرایی است. هندوئیسم نماد یونی را به جهان داده‌است که ممکن است نشان دهنده ارزشی باشد که جامعه هندو به جنسیت زنانه و توانایی واژن برای تولد زندگی داده‌است. سایر فرهنگ‌های باستانی برای فرج جشن می‌گرفتند و حتی آن را پرستش می‌کردند، برای مثال در برخی از ادیان باستانی خاورمیانه و آثار هنری پارینه سنگی که توسط باستان‌شناس ماریجا گیمبوتاس شناسایی شده‌است به عنوان جنبه ای از پرستش ایزدبانو مورد احترام بوده و بخشی از باورهای نوپاگان مدرن است.

## پیشاتاریخ

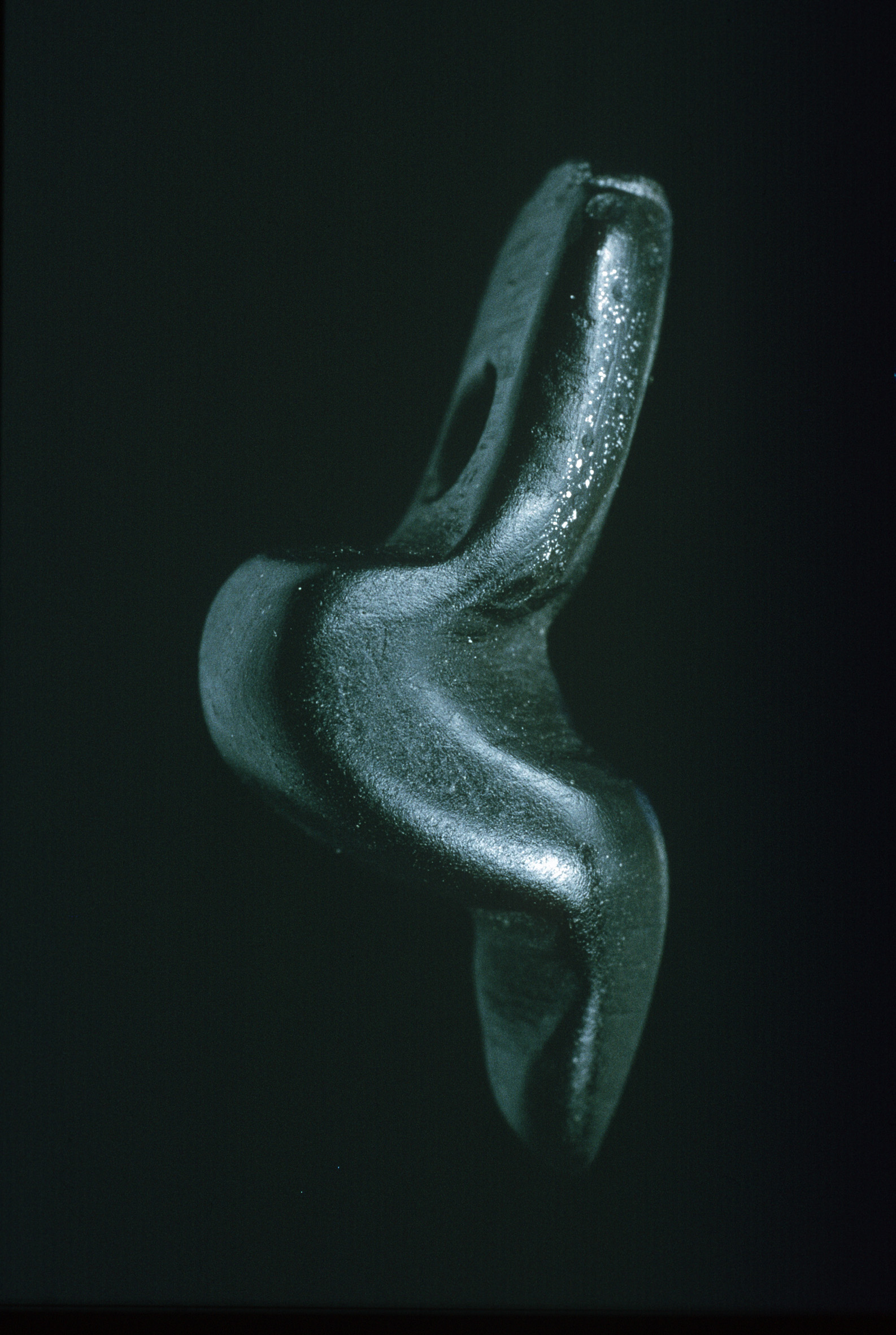
مجسمه ونوس مونروز که حداقل ۱۱۰۰۰ سال قدمت دارد، و یکی از قدیمی‌ترین نمونه فرج در هنر است.

ترسیم و ساخت تندیس‌هایی از فرج، یعنی نقاشی‌ها و مجسمه‌ها، از ده‌ها هزار سال پیش وجود دارد. آنها برخی از اولین آثار هنر ماقبل تاریخ هستند.
غار چوفین واقع در شهر ریکلونز در استان کانتابریا در اسپانیا دارای هنر سنگی ماقبل تاریخ است که ممکن است تصویری از فرج باشد. این غار در دوره‌های مختلف محل سکونت بوده‌است که قدیمی‌ترین آن مربوط به ۲۰۰۰۰ سال پیش است. به غیر از حکاکی‌های شماتیک و نقاشی‌های حیوانات، نمادهای زیادی مانند نمادهایی که به "sticks" معروف هستند در این غاز نیز وجود دارد. همچنین تعداد زیادی نقاشی با استفاده از رسم نقاط (puntillaje) وجود دارد، از جمله یکی که به عنوان نمایشی از یک فرج تفسیر شده‌است.
تندیسک‌های ونوس یک مجسمه دوران پارینه‌سنگی زبرین است که یک زن را به تصویر می‌کشد. بیشتر این تندیسک‌ها در اروپا و برخی دیگر نیز در سیبری کشف شده‌اند که پراکندگی آنها در بیشتر اوراسیا گسترش یافته‌است. بیشتر آنها مربوط به دوره گراوتی (Gravettian) مربوط به ۲۸۰۰۰ تا ۲۲۰۰۰ سال پیش هستند، اما نمونه‌هایی از ونوس هوله فلس وجود دارد که قدمت آن حداقل به ۳۵۰۰۰ سال به اوریگنیشن می‌رسد. همچنین قدمت ونوس مونروز به ۱۱۰۰۰ سال پیش در مجدلیه می‌رسد.
این مجسمه‌ها از سنگ‌های نرمی مانند استاتیت، کلسیت یا سنگ آهک، استخوان یا عاج، یا از خاک رس تراشیده شده و سپس پخته می‌شدند. سرامیک‌های اخیر جزو قدیمی‌ترین سرامیک‌های شناخته شده هستند. در مجموع، بیش از صد مجسمه از این قبیل یافت شده‌است. تقریباً همه با اندازه متوسط، بین ۴ سانتی‌متر و ۲۵ سانتی‌متر ارتفاع دارند. اکثر آنها دارای سرهای کوچک، باسن پهن و پاهایی هستند که تا یک نقطه باریک می‌شوند. مجسمه‌های شکم، باسن، سینه‌ها، ران‌ها و فرج را برجسته می‌کنند. در مقابل، بازوها و پاها در این آثار اغلب وجود ندارند و سر معمولاً کوچک و بدون صورت است.